# Голпильейра
Голпильейра (порт. Golpilheira) — район (фрегезия) в Португалии, входит в округ Лейрия. Является составной частью муниципалитета Баталья. По старому административному делению входил в провинцию Бейра-Литорал. Входит в экономико-статистический субрегион Пиньял-Литорал, который входит в Центральный регион. Население составляет 1609 человек на 2001 год. Занимает площадь 4,30 км².